# Saint-Germain-sur-Sarthe
Saint-Germain-sur-Sarthe is een plaats en voormalige gemeente in het Franse departement Sarthe (regio Pays de la Loire) en telt 444 inwoners (2004). De plaats maakt deel uit van het arrondissement Mamers. Saint-Germain-sur-Sarthe is op 1 januari 2019 gefuseerd met de gemeenten Coulombiers en Fresnay-sur-Sarthe tot een nieuwe gemeente, eveneens geheten Fresnay-sur-Sarthe. 

## Geografie
De oppervlakte van Saint-Germain-sur-Sarthe bedraagt 14,9 km², de bevolkingsdichtheid is 29,8 inwoners per km².
De onderstaande kaart toont de ligging van Saint-Germain-sur-Sarthe met de belangrijkste infrastructuur en aangrenzende gemeenten.

## Demografie
Onderstaande figuur toont het verloop van het inwonertal (bron: INSEE-tellingen).